# Tecolutla, Guerrero
Tecolutla är en ort i Mexiko.   Den ligger i kommunen Tlacoapa och delstaten Guerrero, i den sydöstra delen av landet, 240 km söder om huvudstaden Mexico City. Tecolutla ligger 2 275 meter över havet och antalet invånare är 149.
Terrängen runt Tecolutla är huvudsakligen kuperad, men norrut är den bergig. Runt Tecolutla är det ganska glesbefolkat, med 22 invånare per kvadratkilometer. Närmaste större samhälle är Malinaltepec, 10,3 km sydost om Tecolutla. I omgivningarna runt Tecolutla växer huvudsakligen savannskog.